# Barney Irwin
Barney William Irwin (17 de septiembre de 1954) es un luchador profesional estadounidense más conocido como Bill Irwin.

## En lucha
- Movimientos finales

- Bicycle kick
- Superplex

- Movimientos de firma

- Lariat

- Managers

- Skandor Akbar

## Campeonatos y logros
- Big D Wrestling

- Big D Heavyweight Championship (2 veces)
- Big D Brass Knuckles Championship (1 vez)
- Big D Tag Team Championship (1 vez) - con Mr. Mister

- Central States Wrestling

- NWA Central States Tag Team Championship (1 vez) - con Bryan St. John

- Continental Wrestling Association

- AWA Southern Heavyweight Championship (1 vez)
- AWA Southern Tag Team Championship (1 vez) - con Larry Latham

- Georgia Championship Wrestling

- NWA National Tag Team Championship (1 vez) - con Scott Irwin

- Global Wrestling Federation

- GWF Brass Knuckles Championship (1 vez)
- GWF Tag Team Championship (1 vez) - con Black Bart

- Lutte` Internationale

- Canadian International Tag Team Championship (1 vez) - with Scott Irwin

- NWA Big Time Wrestling / World Class Championship Wrestling

- NWA American Tag Team Championship (5 veces) - con King Kong Bundy (1) y Scott Irwin (4)
- NWA Texas Heavyweight Championship (1 vez)
- NWA World Tag Team Championship (Texas version) (2 veces) - con Frank Dusek (1) y Bugsy McGraw (1)
- WCCW Television Championship (4 veces)

- Pro Wrestling Illustrated

- Situado en el puesto # 311 de los PWI 500 en 2003.

- Steel Domain Wrestling

- SDW Television Championship (1 vez)

- Universal Wrestling Federation

- UWF World Tag Team Championship (1 vez) - con Leroy Brown